# Orth an der Donau
Orth an der Donau osztrák mezőváros Alsó-Ausztria Gänserndorfi járásában. 2020 januárjában 2157 lakosa volt.

## Elhelyezkedése

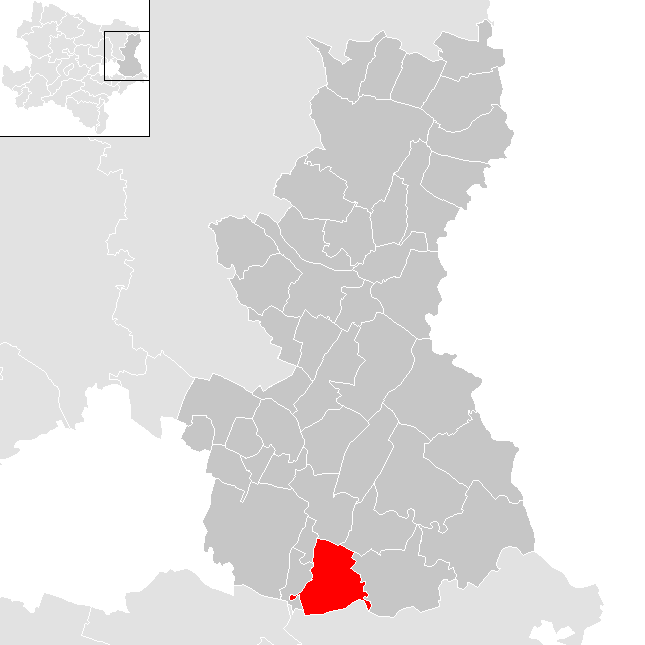
Orth an der Donau a Gänserndorfi járásban

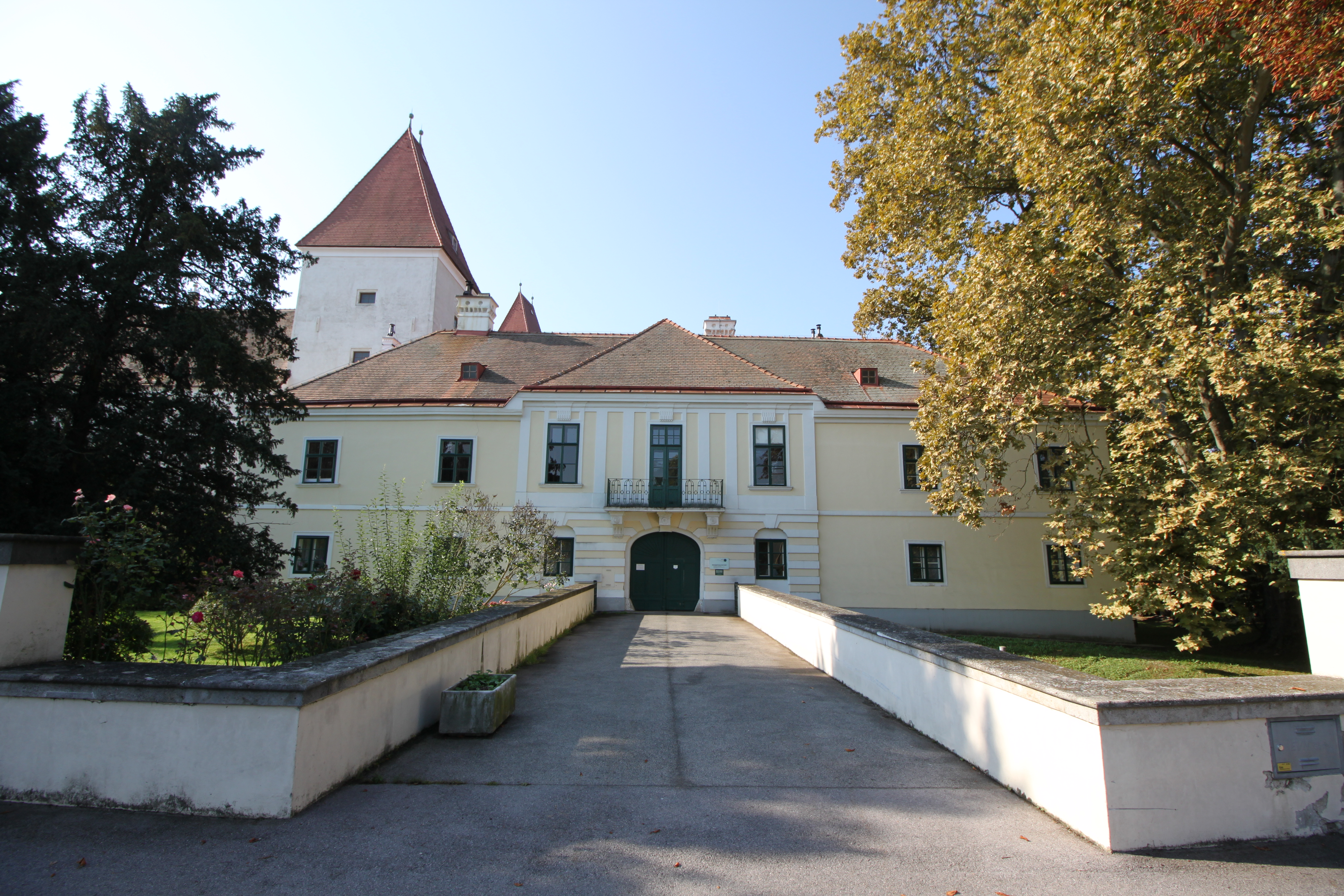
Az új kastély bejárata

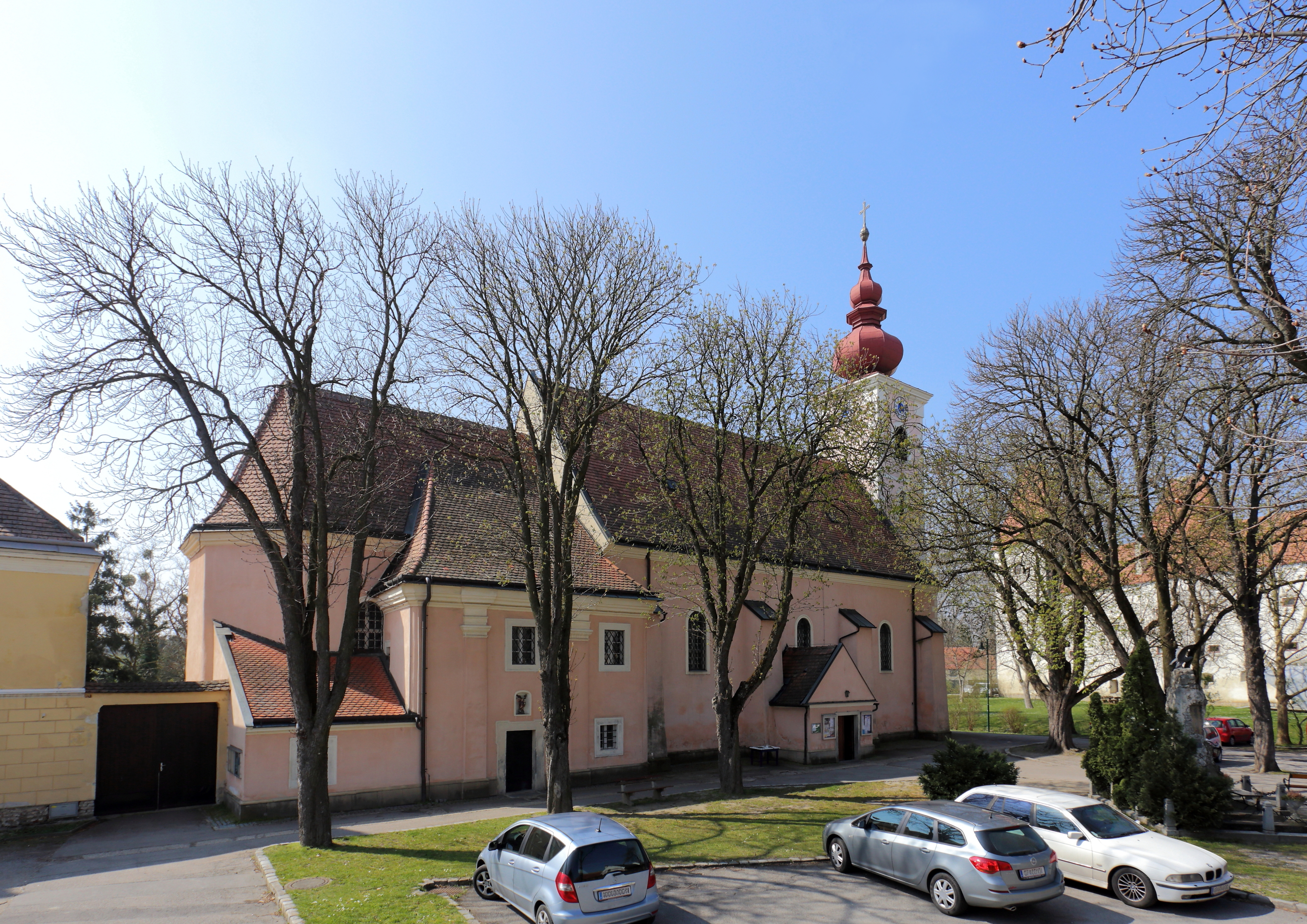
A Szt. Mihály-plébániatemplom

Orth an der Donau a tartomány Weinviertel régiójában fekszik a Morva-mező déli részén, a Dunától északra. Déli része a Donau-Auen Nemzeti Parkhoz tartozik. Területének 31,4%-a erdő, 52,8% áll mezőgazdasági művelés alatt. Az önkormányzat egyetlen katasztrális községből áll.
A környező önkormányzatok: nyugatra Mannsdorf an der Donau, északnyugatra Andlersdorf, északra Leopoldsdorf im Marchfelde, északkeletre Haringsee, keletre Eckartsau, délkeletre Scharndorf, délre Haslau-Maria Ellend.

## Története
A Conversio Bagoariorum et Carantanorum 865-ben említi a Szt. Mihály-templom felszentelését egy bizonyos Ortahu településen. Korábban ezt Orthhal azonosítottak, újabban azt feltételezik, hogy a magyarországi Veszprémre utalhat. Első biztos említése egy 1021-es adománylevélből származik. Egy 12. századi oklevélben szerepel egy bizonyos Wicpoto von Orth, aki feltehetően a Hohenburg grófok miniszteriálisa volt. II. Ottokár cseh király a Schaunberg grófoknak adományozta az uradalmat, de 1377-ben a Habsburgokhoz került és ott is maradt egészen II. Józsefig; az uralkodó sokszor elzálogosította az uradalmat vagy kiadta másodlagos hűbérbe. Orth 1362-ben mezővárosi jogokat kapott, amelyet 1819-ben megerősítettek és kibővítettek.
Bécs 1529-es ostromakor a törökök elpusztították a falut a várával együtt. A lakosság pótlására horvátokat telepítettek a mezővárosba, akik sokáig az orthiak nagyobb részét alkották. 1529 Niclas Salm gróf elkezdte a kastély újjáépítését. 1568 után a birtokosok gyakran váltakoztak. A 17. században az erődöt leginkább vadászkastélyként használták; a harmincéves háború alatt a svédek elfoglalták. 1679-ben Auersperg gróf kibővítette az épületet az ún. új kastéllyal.
1802-ben egy ideig Napóleon húga, Caroline Bonaparte lakott a kastélyban, amit 1824-ben Ferenc császár megvásárolt és beillesztette a Habsburg-család ingatlanalapjába. 1873-tól Rudolf trónörökös használta vadászkastélyként és termeit historizáló stílusban rendeztette be. A 19. században Orthban és Haringseeben piócákat tenyésztettek a bécsi kórházak számára, de a francia import miatt idővel tönkrementek.
Az első világháború után a kastély a háborús károsultak alapjába került. 1926-ban mintegy 120-an költöztek a Habsburgok volt vadászterületére és megkezdték egy új település kiépítését. Létszámuk hamarosan 800-ra nőtt, de végül a hatóságok Pressbaum területén biztosítottak számukra földet. A kastélyba 1957-ben a helytörténeti múzeum kiállításai, 1973-ban egy méhészeti múzeum költözött. Az épületet 2005-ben renoválták és azóta helyet ad a Donau-Auen Nemzeti Park központi irodáinak is.

## Lakosság
Az Orth an der Donau-i önkormányzat területén 2020 januárjában 2157 fő élt. A lakosságszám 1971 óta gyarapodó tendenciát mutat. 2018-ban az ittlakók 90%-a volt osztrák állampolgár; a külföldiek közül 1,2% a régi (2004 előtti), 5,3% az új EU-tagállamokból érkezett. 2,4% a volt Jugoszlávia (Szlovénia és Horvátország nélkül) vagy Törökország, 1,1% egyéb országok polgára volt. 2001-ben a lakosok 82,7%-a római katolikusnak, 1,8% evangélikusnak, 1,6% ortodoxnak, 3,6% mohamedánnak, 9,3% pedig felekezeten kívülinek vallotta magát. Ugyanekkor 3 magyar élt a mezővárosban; a legnagyobb nemzetiségi csoportokat a német (90,3%) mellett a horvátok (3,1%) és a szerbek (2,5%) alkották.
A népesség változása:

| 2016 | 2 071 |
| 2018 | 2 086 |

## Látnivalók
- az orthi kastély és a kastélypark védett platánjaival
- a Szt. Mihály-plébániatemplom
- az 1711-ben emelt Mária-oszlop
- az orthi hajómalom
- a 16. századi pellengér

## Testvértelepülések
- Fehmarn (Németország)

## Fordítás
- Ez a szócikk részben vagy egészben  az   Orth an der Donau című német Wikipédia-szócikk ezen változatának fordításán alapul.  Az eredeti cikk szerkesztőit annak laptörténete sorolja fel. Ez a jelzés csupán a megfogalmazás eredetét és a szerzői jogokat jelzi, nem szolgál a cikkben szereplő információk forrásmegjelöléseként.